# Wolf-Dietrich Walker
Wolf-Dietrich Walker (* 6. März 1955 in Wuppertal) ist ein deutscher Jurist und Professor an der Justus-Liebig-Universität Gießen.

## Leben und Beruf
Walker wurde 1955 in Wuppertal geboren. In den Jahren 1973/74 machte er seinen Grundwehrdienst und nahm im Jahr 1974 an der Westfälischen Wilhelms-Universität in Münster das Studium der Rechtswissenschaft auf. Im Jahr 1979 schloss er es mit dem ersten juristischen Staatsexamen ab. Sein zweites juristisches Staatsexamen legte er im Jahr 1982 ab. 1984 promovierte er an der Westfälischen Wilhelms-Universität mit dem Thema „Der Vollzug der Arbeitgebererbfolge mit einem vermeintlichen Erben“. Dort habilitierte er im Jahr 1992 mit dem Thema „Der einstweilige Rechtsschutz im Zivilprozess und im arbeitsgerichtlichen Verfahren“.
Seit 1992 ist er Universitätsprofessor an der Justus-Liebig-Universität in Gießen. Dort war er in den Jahren 1996 bis 1997 der Dekan der juristischen Fakultät.
Die von Hans Brox begründeten und Walker fortgeführten Lehrbücher zum Allgemeinen Teil des BGB, allgemeinen und besonderen Schuldrecht, Erbrecht und Zwangsvollstreckungsrecht zählen jedes für sich zu den erfolgreichsten und auflagenstärksten juristischen Lehrbüchern. Walker ist Mitherausgeber der Zeitschrift für Sport und Recht.

## Schriften (Auswahl)
- Mit Hans Brox (Begr.): Allgemeiner Teil des BGB. Vahlen, 47. Auflage, München 2023, ISBN 978-3-8006-7149-6.
- Mit Hans Brox (Begr.): Allgemeines Schuldrecht. C.H. Beck, 47. Auflage, München 2023, ISBN 978-3-406-79633-3.
- Arbeitsrecht in den neuen Bundesländern. C.H. Beck, München 1991, ISBN 3-406-35209-X.
- Mit Hans Brox (Begr.): Besonderes Schuldrecht. C.H. Beck, 47. Auflage, München 2012, ISBN 978-3-406-79634-0.
- Der einstweilige Rechtsschutz im Zivilprozess und im arbeitsgerichtlichen Verfahren. Mohr, Tübingen 1993, ISBN 3-16-146099-5.
- Mit Hans Brox (Begr.): Erbrecht. Vahlen, 30. Auflage, München 2024, ISBN 978-3-8006-7147-2.
- Hooliganismus – Verantwortlichkeit und Haftung für Zuschauerausschreitungen. Boorberg, Stuttgart 2009, ISBN 978-3-415-04283-4.
- Kinder- und Jugendschutz im Sport. Boorberg, Stuttgart 2001, ISBN 3-415-02947-6.
- Mitbestimmung im Sport. Boorberg, Stuttgart 2001, ISBN 3-415-02794-5.
- Der Vollzug der Arbeitgebererbfolge mit einem vermeintlichen Erben. Duncker & Humblot, Berlin 1985, ISBN 3-428-05744-9.
- Mit Hans Brox (Begr.): Zwangsvollstreckungsrecht. Vahlen, 12. Auflage, München 2021, ISBN 978-3-8006-6655-3.